# Tratado de Comércio dos Povos

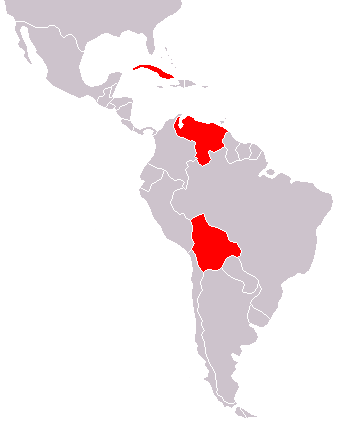
Membros do Tratado de Comércio dos Povos.

O Tratado de Comércio dos Povos (em castelhano:  Tratado de Comercio de Pueblos, Tratado de los Pueblos ou TCP), também conhecido como Tratado Comercial dos Povos, Tratado dos Povos e TCP, é uma iniciativa de livre-comércio do presidente boliviano Evo Morales de um tratado de livre comércio (TCL) entre Bolívia, Cuba e Venezuela. O TCP foi firmado em Havana em 29 de abril de 2006 pelos presidentes Fidel Castro, Hugo Chávez e Evo Morales.
O TCP foi lançado como alternativa aos TCL propostos pelos Estados Unidos da América.